# Aballay (película)
Aballay, también conocida como Aballay, el hombre sin miedo, es una película argentina del género western-gauchesco de 2010 coescrita y dirigida por Fernando Spiner. Está basada en el cuento Aballay, de Antonio Di Benedetto. El 3 de octubre de 2011, la Academia de las Artes y Ciencias Cinematográficas de la Argentina la seleccionó para participar como "Mejor película extranjera" en los premios Oscar. El 12 de diciembre de 2011, fue la máxima ganadora de los Premios Sur con ocho galardones.

## Reparto
- Pablo Cedrón - Aballay
- Nazareno Casero - Julián
- Moro Anghileri - Juana
- Claudio Rissi - El Muerto
- Luis Ziembrowski - Torres
- Horacio Fontova - Cordobés
- Gabriel Goity - Cura

## Diferencias con el cuento
Como explica el profesor Martín Pérez Calarco en el número 19 de la Revista Letraceluloide, Antonio Di Benedetto escribió el cuento Aballay en algún momento de su cautiverio entre marzo de 1976 y septiembre de 1977; Absurdos, el libro que lo contiene, se editó en 1978, en España, con el autor ya exiliado. La historia que cuenta Di Benedetto es la del propio Aballay, un gaucho  que tras el sermón de un cura sobre los estilitas decide imponerse una penitencia para expiar la culpa por una muerte que debía. Los estilitas -escucha decir al cura- se instalaban indefinidamente en el extremo de una columna; él, que no sabe de columnas en mitad de la llanura, decide que su pedestal serán sus caballos. Pasan los años y se forja el mito de un gaucho que no desmonta jamás, así adquiere estatuto popular de santo bajo el mote de “el pobre”. El móvil de su arrepentimiento es el haber visto, en los ojos del hijo del hombre que había asesinado, lo atroz de su crimen. Por detrás, invisible y tácito, se va tejiendo el motivo de la venganza.
Fernando Spiner transpone fielmente el cuento de Di Benedetto, pero no se queda ahí. Pone en pie de igualdad la jerarquía narrativa de las dos historias, la conversión de Aballay en “el pobre” y la búsqueda del asesino de su padre que aquel niño emprende, “hecho hombre”, diez años después. Este acierto es lo que le permite a Spiner filmar el “western gaucho” a la par del drama introspectivo. Ese doblez de la trama le imprime al film un contrapunto entre dos estéticas; por los intersticios del corte naturalista que signa la historia de la “búsqueda” irrumpe el aura mítica que rodea a Aballay, el acercamiento de las dos historias hasta su convergencia se traduce como el pasaje de Aballay de una estética a la otra.

Spiner vuelve, en parte, al motor narrativo de cierta literatura latinoamericana de principios del siglo XX, en la que un hombre de la ciudad llega a un inculto universo de barbarie con una misión civilizatoria; esa es una mitad de la película. La otra es la que empareja al “porteñito” con el gaucho en su deuda de muerte y en su mandato de venganza.
La construcción narrativa de aquello que Di Benedetto deja fuera del cuento da lugar, en la película de Spiner, a la creación de una serie de personajes fundamentales (cuyas singularidades verbales evocan la voluntad poética de Di Benedetto de crear una lengua escrita capaz de un efecto contundente de oralidad). “El muerto”, encarnado por Claudio Rissi, nos plantea una crisis en los planos narrativos, como si él fuese el protagonista de la película mientras que Julián (Nazareno Casero) y Aballay (Pablo Cedrón) son los protagonistas de la historia. Otro caso es el de Juana/el Negro (Moro Anghileri) cuyo rol, a más de posibilitar una dosis de historia de amor en medio de los tiros y puñaladas, retoma una (in)versión del viejo motivo literario de “la cautiva” que Jorge Luis Borges  inaugurara con el cuento La intrusa; ya no son indios sino gauchos los captores.
Sobre la historia silenciada por Di Benedetto la película propicia otro hallazgo, el funcionamiento de la banda de gauchos salteadores de caminos que lidera Aballay. Cuando, por fin, uno de los bandidos a su mando, “el muerto”, le hace frente ante la vista de todos, ninguno sale a defender al jefe. No los une la lealtad sino la opresión. Con el tiempo, “el muerto” llega a juez de paz, es el gaucho más poderoso de la región; alcanza con asistir a la escena en que Julián decide enfrentarlo para justificar la película.

## Temas
En lo territorial, Aballay se define por filiación de género. Antes que el “vértigo horizontal” de la pampa bárbara de la tradición gauchesca, lo que domina es un paisaje montañoso filmado casi como los riscos propios de los westerns. A pesar de la atmósfera decimonónica, la historia se supone posterior a la conquista del desierto, el indio ya ha sido abolido. De las peripecias de Aballay que Di Benedetto nos ofrecía, hay una que en el film se extraña por cómica, simbólica y sustancial, el pasaje en que un grupo de indios le ofrece pescado y lo incita a bajar: “Uno lo observa de reojo, prolijamente en todos los instantes. Deduce que no es que el blanco no quiera, sino que no puede despegarse de los lomos del animal, y traslada a su clan esta preocupada conclusión: "hombre - caballo"”. Como contrapropuesta, el rodaje en Amaicha del Valle propició no sólo la incorporación de miembros de la comunidad aborigen local para personajes menores sino la convivencia y el intercambio necesario que ésta implica. Un poco más allá de la belleza y el despliegue de colores, este detalle cobra otro fulgor como actualización de un conflicto fundacional, la propiedad de la tierra (fuera de la ficción y con la fuerza de una paradoja, la comunidad Amaicha apela, como título de propiedad, a una “Cédula Real” de 1716 que les adjudica la tierra en que viven).
Con Aballay, Spiner se inscribe (junto a Lucas Demare, Hugo Fregonese, Torre Nilsson, Favio, Solanas, entre otros) en la extensa tradición cinematográfica gauchesca. A contramano del neo-revisionismo incipiente de estos días, el director de Adiós querida Luna asume un ímpetu narrativo de doble linaje en el que a la vez que revisita elementos populares próximos a los que desarrollara Favio (lo mítico-religioso) plantea como héroe un gaucho excepcional cuya ética secreta lo encamina a la muerte; hay incluso un instante en el que Aballay y Julián parecen Fierro y Cruz (dos personajes del libro Martín Fierro), y uno más, poco después, en el que uno se convierte en el otro.

## Premios
El 3 de octubre de 2011 fue anunciada la ganadora para competir por una nominación en la categoría "Mejor película extranjera", en los premios Oscar. Ganó con 22 votos, contra 16 de El estudiante y 12 de Un cuento chino. Esta decisión fue tomada por la Academia de las Artes y Ciencias Cinematográficas de la Argentina, conformado por actores, directores y personajes de la actividad cinematográfica.
El 12 de diciembre de 2011, fue la máxima ganadora de la VI ceremonia de los Premios Sur al recibir ocho galardones. No obstante, perdió en la categoría más importante, "Mejor película", contra Un cuento chino.
Festival Internacional de Cine de Mar del Plata
- Premio del público
- Premio Movie City
- Mención especial del público.

Muestra de Cine Latinoamericano de Cataluña
- Mejor actriz (Moro Anghileri)

Premios Cóndor de Plata
- Mejor actor de reparto (Claudio Rissi)
- Mejor guion adaptado (Fernando Spiner, Javier Diment, Santiago Hadida)
- Mejor fotografía (Claudio Beiza)

Premios Sur
- Mejor director (Fernando Spiner)
- Mejor actriz (Moro Anghileri)
- Mejor actor de reparto (Claudio Rissi)
- Mejor guion adaptado (Fernando Spiner, Javier Diment, Santiago Hadida)
- Mejor fotografía (Claudio Beiza)
- Mejor montaje (Alejandro Parysow)
- Mejor dirección de arte (Sandra Iurcovich)
- Mejor música original (Gustavo Pomerac)